# Všeobecné volby v Belgii 1919
První všeobecné volby do Sněmovny reprezentantů a Senátu v Belgii po 1. světové válce se konaly 16. listopadu 1919.

## Výsledky
| Politická strana | Politická strana | Sněmovna reprezentantů | Sněmovna reprezentantů | Sněmovna reprezentantů | Senát       | Senát     | Senát         |
| Politická strana | Politická strana | Počet hlasů            | Hlasy v %              | Počet mandátů          | Počet hlasů | Hlasy v % | Počet mandátů |
| ---------------- | ---------------- | ---------------------- | ---------------------- | ---------------------- | ----------- | --------- | ------------- |
|                  | Socialisté       | 645 124                | 36,62 %                | 70                     | 388 011     | 24,53 %   | 20            |
|                  | Katolíci         | 619 911                | 35,19 %                | 70                     | 685 041     | 43,30 %   | 43            |
|                  | Liberálové       | 310 876                | 17,65 %                | 34                     | 490 046     | 30,98 %   | 30            |
|                  | ostatní          | 185 889                | 10,55 %                | 12                     | 18 914      | 1,20 %    | 0             |
| Celkem           | Celkem           | 1 761 802              | 100 %                  | 186                    | 1 582 012   | 100 %     | 93            |